# Le Titre
Le Titre là một xã ở tỉnh Somme, vùng Hauts-de-France, Pháp.

## Địa lý
Thị trấn này có cự ly khoảng 5 dặm Anh về phía bắc của Abbeville, trên tuyến đường N1.

## Dân số
| 1962                                                                 | 1968 | 1975 | 1982 | 1990 | 1999 |
| -------------------------------------------------------------------- | ---- | ---- | ---- | ---- | ---- |
| 286                                                                  | 288  | 319  | 324  | 308  | 289  |
| Census count starting from 1962 source=INSEE Dân số không tính trùng |      |      |      |      |      |